# فران وارن
فران وارن (بالإنجليزية: Fran Warren)‏ هي عازفة الجاز ومغنية وممثلة أمريكية، ولدت في 4 مارس 1926 في ذا برونكس في الولايات المتحدة، وتوفيت في 4 مارس 2013 في بروك فيلد ‏ في الولايات المتحدة بسبب مرض.

## وصلات خارجية
- فران وارن على موقع IMDb (الإنجليزية)
- فران وارن على موقع ألو سيني (الفرنسية)
- فران وارن على موقع ميوزك برينز (الإنجليزية)
- فران وارن على موقع أول موفي (الإنجليزية)
- فران وارن على موقع قاعدة بيانات برودواي على الإنترنت (الإنجليزية)
- فران وارن على موقع أول ميوزيك (الإنجليزية)
- فران وارن على موقع ديسكوغز (الإنجليزية)
- فران وارن على موقع قاعدة بيانات الفيلم (الإنجليزية)